# Angela Bowie
Angela Bowie, nome con cui è famosa Mary Angela Barnett, detta Angie (Agios Dometios, 25 settembre 1949), è una modella, attrice e musicista statunitense nota per essere stata la prima moglie del musicista inglese David Bowie, dal quale divorziò nel 1980. La coppia ebbe nel 1971 il figlio Duncan Jones, diventato un regista cinematografico.

## Biografia
Figlia di genitori statunitensi, nacque e crebbe a Cipro, dove il padre era ingegnere minerario. A nove anni fu mandata a studiare in un esclusivo istituto in Svizzera e a sedici negli Stati Uniti, al Connecticut College, un'università di arti liberali di New London (Connecticut), dal quale fu espulsa per aver avuto una relazione sessuale con un'altra donna. L'anno dopo continuò gli studi al Politecnico di Kingston a Londra, ambientandosi subito nell'atmosfera alternativa della Swinging London.

### David Bowie
All'inizio del 1969 conobbe l'emergente rock-star David Bowie, che in quel periodo si accingeva a realizzare Space Oddity, il secondo album della sua lunga e luminosa carriera. Quattro mesi più tardi Bowie diventò il suo compagno e suo marito nel marzo 1970. L'incontro con Bowie fu legato alla frequentazione comune di Calvin Mark Lee, direttore per l'Europa della divisione A&R della Mercury Records di New York. Stando a quanto dichiarato dai biografi di Bowie Peter e Leni Gillman, sembra che Lee fosse coinvolto con la coppia in un rapporto che andava al di là della semplice amicizia e sarebbe forse stato questo il "rapporto a tre" a cui fece riferimento Bowie alcuni anni più tardi affermando, in maniera provocatoria, di aver conosciuto la futura moglie quando «entrambi uscivamo con lo stesso uomo».
L'inizio della relazione coniugale fu appassionato, il brano The Prettiest Star, uscito come 45 giri lo stesso mese del matrimonio, rappresentò una dichiarazione d'amore per la moglie. In quel periodo Angela lavorò duramente per aiutare David, tenendo per esempio i contatti con i promoter e curando in genere le pubbliche relazioni, prenotando le sale dove il marito doveva esibirsi, controllando luci e audio per i concerti ecc. I troppi impegni di Angela e altre manchevolezze dell'allora manager Ken Pitt portarono la coppia a sostituirlo con Tony Defries, che avrebbe contribuito in modo determinante alla fama del cantante.
Nel 1971, dal matrimonio nacque il figlio Zowie, che in seguito avrebbe preso il nome Duncan Jones e sarebbe diventato un regista cinematografico. Nei libri da lei scritti Free Spirit del 1981 e Backstage Passes del 1993, Angela Bowie afferma di aver mantenuto, anche dopo l'ingaggio dell'efficiente Defries, un ruolo importante in diversi aspetti della carriera del cantante, contribuendo all'immagine androgina tipica del glam rock che caratterizzò i grandi album e le esibizioni del marito nella prima metà degli anni settanta, consigliandolo tra l'altro nella scelta dei costumi, delle acconciature e degli atteggiamenti da tenere in pubblico.
Ma i rapporti tra i due si deteriorarono presto. In un'intervista del 1993 a Rolling Stone, Bowie affermò: «Ci sposammo perché lei voleva un permesso di lavoro in Inghilterra, il che non è certo una buona base per un matrimonio... Infatti è durato molto poco. Voglio dire, nel '74 già non ci vedevamo quasi più. In seguito lei si faceva vedere ogni tanto ma comunque facevamo vite separate. Non siamo mai stati veramente insieme». Secondo quanto sostenuto da Angela, fu lei a presentargli Tony Defries, che in seguito si rivelò ingrato e cercò di persuadere David a divorziare. Angela sostenne inoltre che a partire dal 1973 la passione sessuale tra i due si era affievolita, soprattutto dopo il trasferimento a New York nel 1974, e che aveva dovuto accettare le frequenti relazioni extra-coniugali di David, talvolta partecipandovi.
Si è comunque ipotizzato che nel 1975 David Bowie le abbia dedicato il brano Golden Years, anche se in quel periodo il cantante stava affidando la gestione di molti dei propri affari alla segretaria-amica Corinne Schwab, con la quale Angela avrebbe finito per stabilire un rapporto conflittuale. Le due donne furono invece unite nell'opporsi al sempre più ingombrante manager Defries il quale, reo di aver sottoscritto con Bowie un contratto che lo stava rovinando e di aver affrontato spese esorbitanti, fu licenziato nel 1975. Il trasferimento a Los Angeles in quello stesso anno avvenne quando David era sempre più intossicato dalla cocaina e ossessionato dall'occultismo.
I problemi si trascinarono anche con il ritorno in Europa nel 1976, anno in cui alla Victoria Station di Londra l'artista fu fotografato nel gesto di fare un saluto nazista alla folla, circostanza tuttavia smentita dall'interessato. L'episodio fu invece interpretato negativamente da Angela, che avrebbe in seguito affermato di non averlo più voluto vedere proprio per questo motivo. Ne seguì la definitiva separazione e il divorzio del 1980.
Il personaggio di Mandy Slade nel film del 1998 di Toni Collette Velvet Goldmine era riferito a Angie Bowie: il film era ispirato al rapporto tra David Bowie e Iggy Pop.

### Vita privata dopo il divorzio da Bowie
Con la sentenza di divorzio, le venne riconosciuta una buonuscita di 750.000 dollari pagabili in 10 anni con l'obbligo di non rilasciare dichiarazioni relative al periodo del matrimonio. Il figlio fu affidato al cantante e dopo qualche anno interruppe i rapporti con la madre. Angela continuò per un periodo nell'abuso di alcol e droghe e tentò due volte il suicidio. Non le fu di grande aiuto la relazione con il musicista punk Drew Blood, a sua volta dipendente dall'alcol, dal quale ha avuto la figlia Stacia. Nel 1993 ha intrecciato una relazione con l'ingegnere Michael Gassett, con il quale ha condotto uno stile di vita più stabile.

### Carriera artistica

#### Attrice
Fece un provino per il ruolo principale nel film Wonder Woman della rete televisiva ABC-TV, che sarebbe andato in onda il 12 marzo 1974, ma la parte non le fu affidata. L'anno successivo la ABC iniziò l'omonima serie televisiva Wonder Woman e la parte fu invece assegnata a Lynda Carter. Nel 1975 Angela Bowie acquisì i diritti televisivi per i personaggi della Marvel Comics Vedova Nera e Devil, con l'intenzione di dar vita a una serie televisiva in cui avrebbe recitato come Vedova Nera. Il progetto fallì in una fase iniziale per i costi eccessivi che comportava.
Recitò nel ruolo di sé stessa nei film Ziggy Stardust del 1973 e Glitter Goddess of Sunset Strip del 1991, e come normale attrice nelle pellicole Mangia il ricco del 1987, Demented del 1994, Deadrockstar del 2002 e La Funcionaria Asesina del 2009.
Il 5 gennaio 2016, la Bowie apparve nel gioco reality-TV britannico Celebrity Big Brother. Il 10 gennaio, informata della morte dell'ex marito, rimase nella casa del Big Brother, ma cambiò idea e lasciò la casa il 19 adducendo motivi di salute.

#### Scrittrice
La Bowie ha visto pubblicate le proprie autobiografie Free Spirit nel 1981 e Backstage Passes: Life On the Wild Side with David Bowie nel 1993. In esse descrive la propria vita al fianco dell'artista, del consumo di droghe e della bisessualità che caratterizzò sia il matrimonio con Bowie sia le relazioni di entrambi con altri musicisti. Nel 2014 ha pubblicato un libro sul sesso intitolato Pop Sex, e uno sui propri gatti dal titolo Cat-Astrophe. Ha anche scritto alcuni articoli come giornalista per la rivista bi-mensile Frock Magazine.

#### Musicista
Ha cantato, prodotto ed è stata tra gli autori del CD The World Is Changing, pubblicato nel 1996 dalla Warlock Records. Nel 2002 è uscito Moon Goddess, attribuito a lei e pubblicato da The Electric Label. Ha cantato come seconda voce la canzone The Last Time (dei Rolling Stones) nel disco del 2003 dei Subterraneans Orly Flight.

## Rolling Stones -Angie
Angie Bowie ha sostenuto di aver ispirato la canzone dei Rolling Stones Angie, dal loro album Goats Head Soup. Gli autori del brano, Mick Jagger e Keith Richards, hanno invece negato questa ipotesi. Nel 1993, nelle note di copertina della compilation dei Rolling Stones Jump Back: The Best of The Rolling Stones, Richards scrisse che il brano è dedicato alla propria figlia Dandelion Angela, nata nel periodo in cui fu scritta la canzone. Nella propria autobiografia Life del 2010, scrisse invece che scelse a caso il titolo del brano e che non era dedicato ad alcuna persona. Secondo la rivista New Musical Express, il testo del brano era invece ispirato dalla fine della relazione tra Jagger e Marianne Faithfull.